# Релігійний фанатизм
Релігійний фанатизм (лат. fanaticus — шалений) — сліпа, фанатична, доведена до крайньої міри відданість релігійним ідеям і прагнення до неухильного слідування їм у практичному житті, нетерпимість до іновірців чи інакомислячих, часто проявляється в релігійному сектантстві. Проявляється як крайній ступінь захоплення релігійною діяльністю зі створенням з неї культу, поклонінням культу та асиміляцією у групі однодумців. Для релігійного фанатизму характерним є переважання емоційних проявів діяльності індивіда над раціональними, ідеологія фанатизму базується на святості жертвопринесення в ім'я релігійних принципів, в будь-яких випадках віра є психологічною основою цього явища.
Релігійно-фанатичні настрої використовуються для розпалювання ненависті до представників інших віросповідань і розправи над єретиками. Релігійний фанатизм є, на думку фахівців, одним з найважливіших мотивів мусульманських терористів-смертників..

## Психологія релігійного фанатизму

### Акцентуація характеру
Говорячи про психологію релігійного фанатизму, слід звернути увагу на таке поняття, як акцентуація характеру.
Акцентуація характеру — явище, при якому одна риса характеру виражена яскравіше інших і виступає особливістю конкретної людини. Акцентуація розглядається як проміжна стадія між нормою і патологією. В останньому випадку вона переростає в психопатію.
Існує кілька типів акцентуацій, які виступають сприятливою основою для розвитку фанатизму.
- Демонстративний (істеричний)
- Дистимічний (шизоїдний)
- Збудливий (епілептоїдний)
- Застряючий

### Прийоми спору
1. Доказ догмату через догмат
2. Відсилання до священної книги і авторитету Бога
3. Перехід на обговорення особистості співрозмовника
4. Самовихваляння, спроби переконати у своїй винятковості
5. Очорнення інших релігій і світогляду
6. Словесні залякування
7. Застосування сили

## Мотиви
Мотиви відриву людини від реальності і догляду в групу, підпорядкування себе ідеї та лідеру можуть бути різними:
1) Психологічні проблеми, з якими індивід впоратися самостійно не здатний або вважає, що не здатний. Як правило, даний мотив ґрунтується на психопатологічних симптомах і синдромах, патології характеру або внутриличностном невротичному конфлікті. Його відхід у групу фанатиків зумовлений зняттям з себе відповідальності за прийняття рішень у багатьох життєвих проблем, бажанням стати відомим, викорінити в собі сумніви і невпевненість
2) Прагнення піти від одноманітної, не викликає радості і емоційного відгуку реальності. Кумир, ідол, ідея, ритуал, причетність до якоїсь таємниці або соціальної групи, набуття нових переживань стають своєрідними аддиктами

## Критика релігійного фанатизму
Бердяєв вказує на суперечливий характер релігійного фанатизму:
Фанатик, одержимий манією переслідування, бачить навколо підступи диявола, але він завжди сам переслідує, катує і страчує. Людина, одержима манією переслідування, яка відчуває себе оточеним ворогами, — дуже небезпечна істота, вона завжди робиться гонителем, вона-то і переслідує, а не її переслідують
У фанатика немає різноманіття світу — він прихильний до чогось одного, і завжди потребує ворога, щоб протиставляти щось своїй вірі. Більш того, за Бердяєвим, фанатик — егоцентричний. Навіть будучи аскетом, він не позбавляється від свого егоцентризму: він так і залишається поглинутим собою і продовжує ототожнювати ідею своїй ортодоксії із самим собою.